# L'habit fait le moine (film, 1944)
Pour les articles homonymes, voir L'habit fait le moine (homonymie).
Pour plus de détails, voir Fiche technique et Distribution.
L'habit fait le moine (titre original : The Zoot Cat) est un cartoon Tom et Jerry réalisé par William Hanna et Joseph Barbera et produit par la Metro-Goldwyn-Mayer, sorti en 1944. 
Le film parodie la populaire (mais controversielle) zoot suit. Son titre français est un détournement du proverbe L'habit ne fait pas le moine.

## Synopsis
Tom essaie de séduire la chatte grise Toots en lui offrant Jerry en cadeau. Mais il tombe en jouant de la musique. Toots lui dit alors qu'il est nul (ce que Jerry affirme avec sa tête). À la radio de la belle, Tom a une idée : se vêtir de la lingerie de Toots. En sonnant à la porte de cette dernière, Tom se fait accepter.
Toots lui demande de danser avec elle puis Tom joue du piano en lui disant des mots affectueux. Puis Jerry commence à vouloir se débarrasser de Tom jusqu'à ce que ce dernier se fait rapetisser ses vêtements à cause d'une plongée dans l'eau. Ensuite, Jerry porte les vêtements de Tom qui sont devenus à sa taille.

## Distribution DVD
- Tom et Jerry Collection : Volume 2
- Tom et Jerry Golden Collection : Volume 1